# Trò chơi bắn súng

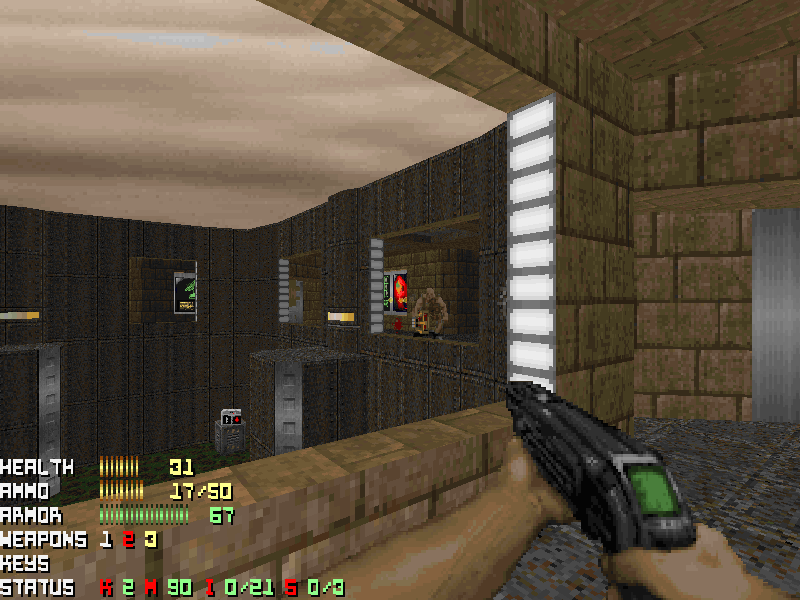
Ảnh chụp màn hình của trò chơi bắn súng Freedoom

Trò chơi bắn súng là một thể loại phụ của trò chơi hành động, thường kiểm tra nhận thức, phản xạ và tốc độ không gian của người chơi trong cả hai môi trường chơi đơn hoặc môi trường nhiều người chơi nối mạng. Trò chơi bắn súng bao gồm nhiều thể loại con có điểm chung là tập trung vào các hành động của avatar tham gia chiến đấu với vũ khí chống lại cả kẻ thù NPC được điều khiển bằng lập trình hoặc các avatar khác do người chơi khác điều khiển.
Thông thường vũ khí này là súng hoặc một số vũ khí tầm xa khác, và có thể được sử dụng kết hợp với các công cụ khác như lựu đạn để tấn công gián tiếp, áo giáp để phòng thủ bổ sung hoặc các phụ kiện như kính ngắm viễn vọng để sửa đổi hành vi của vũ khí. Một tài nguyên phổ biến được tìm thấy trong nhiều game bắn súng là đạn dược, áo giáp hoặc máu hoặc nâng cấp giúp tăng vũ khí của nhân vật người chơi.
Thông thường nhất, mục đích của một game bắn súng là bắn chết đối thủ và thực hiện các nhiệm vụ mà không để bị giết hoặc chết do các hành động khác của người chơi. Trò chơi bắn súng là một thể loại trò chơi điện tử, trong đó trọng tâm gần như hoàn toàn là đánh bại kẻ thù của nhân vật bằng cách sử dụng vũ khí của người chơi.